# Predrag Rajković
Predrag Rajković (în sârbă Предраг Рајковић, pronunțat [prêdraːɡ rǎːjkoʋitɕ]; n. 31 octombrie 1995) este un fotbalist sârb care joacă pe postul de portar pentru Mallorca și echipa națională a Serbiei.

## Cariera pe echipe

### Jagodina
Născut la Negotin, a început să se antreneze la vârsta de 7 ani împreună cu tatăl său Saša, care a fost portar al lui Hajduk Veljko. El s-a antrenat la clubul din orașul său natal până în 2009, când s-a mutat la Jagodina. În următorii 4 ani, a jucat pentru echipele de tineret din Jagodina și a fost inclus în lotul echipei mari în sezonul 2011-2012, primind tricoul cu numărul 45. În sezonul următor, Bondžulić și-a schimbat numărul de pe tricou în 11, astfel încât Rajković a preluat numărul 1. Deși Bondžulić a fost prima alegere a antrenorului, Rajković a reușit să le ia fața lui Petar Jokić și Stevica Zdravković. El și-a făcut debutul ca profesionist pentru Jagodina pe 9 martie 2013 într-un meci din cadrul Superligii Serbiei cu Partizan. Până la sfârșitul sezonului 2012-2013, a câștigat încă un meci împotriva lui Smederevo. După plecarea lui Bondžulić, Anđelko Đuričić s-a transferat la Jagodina. După primul meci pierdut împotriva lui Napredak Kruševac, Mladen Dodić a decis să-i dea lui Rajkovic o șansă, din cauza meritelor sale în câștigarea Campionatului European sub 19 UEFA. Dar, după 2 apariții în noul sezon, Rajkovic a plecat la Steaua Roșie Belgrad. Jagodina păstrând 30% din următorul transfer.

### Steaua Roșie Belgrad

#### Sezonul 2013-2014
El a semnat un contract pe patru ani cu Steaua Roșie Belgrad la 28 august 2013 și a preluat tricoul cu numărul 95, număr care reprezintă anul nașterii sale. A fost varianta de rezervă a lui Boban Bajković și s-a luptat pentru un loc pe bancă cu Miloš Vesić. El și-a făcut debutul oficial pentru Steaua Roșie în ultimul meci împotriva Vojvodinei.

#### Sezonul 2014-2015
După plecarea lui Bajkovic și Vesić, Rajkovic a rămas la echipă, alături de Filip Manojlović, care era mai tânăr cu un an, și Marko Trkulja care s-a întors de la Spartak Subotica, unde a fost împrumutat. Conducerea clubului a decis să aducă un portar mai experimentat, iar Damir Kahriman a fost adus la Steaua Roșie. Însă Kahriman nu a putut să joace la începutul sezonului din cauza unor probleme administrative, așa că Rajković a început sezonul ca titular. După plecarea lui Milijas, suspendarea lui Mijailovic, accidentarea lui Luković și a conflictului lui Lazović conducerea clubului, antrenorul Nenad Lalatović a decis să-i dea banderola de căpitan lui Rajković. A avut 16 meciuri fără gol primit în 28 de partide și a fost ales de către ceilalți jucători ca fiind cel mai bun portar în sezonul 2014-2015.

#### Sezonul 2015-2016
La 29 iunie 2015, Rajković a semnat un nou contract pe trei ani cu Steaua Roșie, după zile de speculații cu privire la potențiala sa plecare de la club. După ce a câștigat Campionatul Mondial FIFA U-20 în Noua Zeelandă în 2015 și premiul pentru cel mai bun portar al turneului, multe cluburi europene l-au dorit Rajković, printre care clubul francez de Ligue 1 Lyon, clubul belgian Club Brugge și, potrivit unor știri, gigantul italian din Serie A AC Milan. Căpitanul Stelei Roșii a fost, de asemenea, unul dintre portarii doriți de Paris Saint Germain împreună cu Kevin Trapp, care a semnat pentru Les Parisiens la final. Rajković a fost cel mai bun jucător al echipei în timpul ambelor meciuri împotriva lui Kairat din prima rundă de calificare în Liga Europei. Rajković a reușit să păstreze scorul în limite decente după ce a făcut mai multe parade bune. Antrenorul lui Kairat, Vladimir Weiss, a declarat după meci că Rajković este unul dintre cei mai buni portari din Europa. După mai multe parade făcute în primele etape ale Superligii Serbiei, în ciuda începutului slab al Stelei Roșii, clubul turc Galatasaray și-a declarat interesul pentru el.
Predrag Rajković a fost unul dintre titularii echipei Serbiei în campania de calificare la Campionatul Mondial din 2018, participând și la tragerea la sorți a grupelor din calificări care a avut loc la Palatul Konstantinovski din Strelna, Sankt Petersburg, la 25 iulie 2015.

### Maccabi Tel Aviv

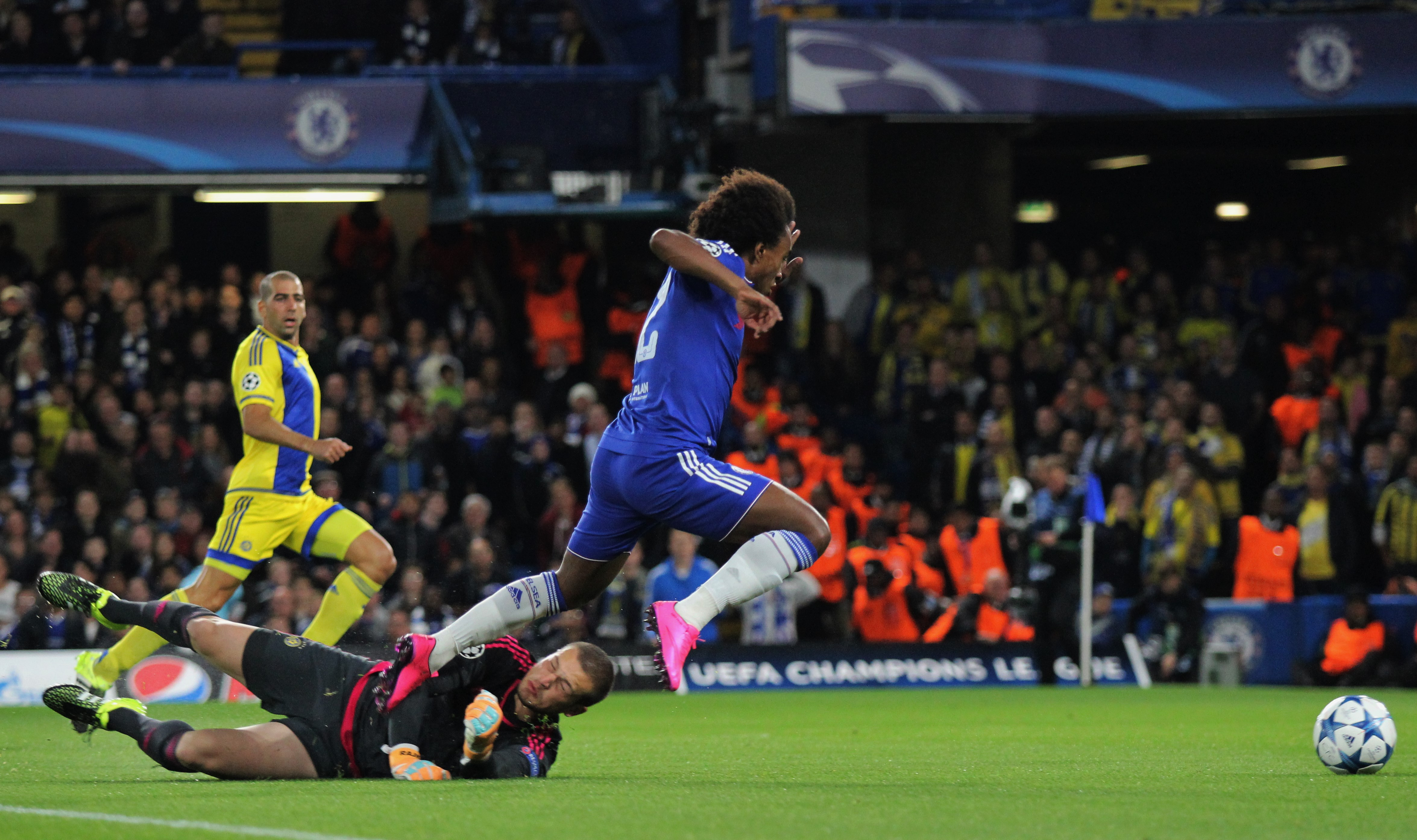
Rajković la Maccabi într-un meci de Liga Campionilor împotriva lui Chelsea în 2015

La 29 august 2015, Rajković a semnat un contract pe cinci ani cu Maccabi Tel Aviv. Suma de transfer a fost de 3 milioane de euro. La 30 august, Rajkovic și-a făcut debutul în Prima Ligă Israeliană în victoria cu 1-0 asupra lui Hapoel Be'er Sheva în timpul celui de-al doilea meci al sezonului. Rajković a jucat în 43 de meciuri în toate competițiile, aici numărându-se meciuri din Prima Ligă Israeliană, Cupa Israelului, Cupa Toto, în care nu a jucat și Liga Campionilor UEFA. El a avut 21 de meciuri fără gol primit până la sfârșitul sezonului 2015-2016. Rajković a continuat, de asemenea, să fie prima alegere de portar și în sezonul 2016-2017 al Primei Ligi Israeliene. În prima jumătate a sezonului, el a jucat în 14 partide de Europa League, competiție în care echipa sa a terminat pe locul al treilea. Rajković a i-a dat o pasă de gol lui Viðar Örn Kjartansson în meciul din Cupa Israelului împotriva lui Hapoel Bnei Lod, jucat la 7 ianuarie 2017, parând șutul de dinaintea pasei. În luna mai a aceluiași an, Rajković a fost ales cel mai bun jucător al echipei într-un eveniment organizat în cadrul clubului. La 14 decembrie 2017, Rajkovic a câștigat Cupa Toto cu Maccabi, învingând-o pe Hapoel Be'er Sheva în finala competiției.

## La națională

### Echipele de tineret
Rajković a fost membru al echipelor naționale Serbia U-16 și Serbia U-17. Rajković a fost unul dintre jucătorii determinanți pentru câștigarea campionatului european sub 19 ani al UEFA, în cadrul căruia a avut mai multe parade și a scos câteva penaltiuri. În următorul an a fost tot unul dintre cei mai buni jucători, dar Serbia a pierdut împotriva Portugaliei în semifinale, după penaltiuri. Rajković și-a condus echipa la Campionatul Mondial U-20 din postura de căpitan. După ce a obținut primul loc în grupe, Serbia a bătut Ungaria după prelungirir. În sferturile de finală, Rajković a scos două penaltiuri și a ratat unul la loviturile de departajare împotriva SUA. După golul lui Maksimović, Serbia a avansat în următoarea rundă. În finală, Rajkovic a fost unul dintre cei mai importanți jucători de pe teren, păstrând poarta neatinsă cu mai multe parade. Căpitanul echipei naționale de fotbal din Serbia  sub 20 de ani a fost numit cel mai bun portar din competiție. Radovan Ćurčić, antrenorul echipei Serbia U-21, la chemat pentru un meci amical împotriva Israelului, jucat la 6 februarie 2013.

### Echipa națională a Serbiei
Rajković a fost chemat la echipa națională de fotbal a Serbiei sub conducerea lui Siniša Mihajlović. A debutat pentru echipa națională pe 7 august 2013 împotriva Columbiei.
În iunie 2018 a fost inclus în echipa Serbiei pentru Campionatul Mondial din 2018 dar nu a jucat în niciun meci, fiind rezerva lui Vladimir Stojkovic.

## Viața personală
La 8 august 2018, Rajković s-a căsătorit cu prietena lui Ana Cakić. Predrag și-a ales coechipierul de la echipa națională a Serbiei, Saša Zdjelar, pentru a-i fi cavaler de onoare.

## Statistici privind cariera

### Club
| Club                 | Sezon         | Campionat               | Campionat | Campionat | Cupă    | Cupă   | Cupa Ligii | Cupa Ligii | Continental | Continental | Altele  | Altele | Total   | Total  |
| Club                 | Sezon         | Divizie                 | Meciuri   | Goluri    | Meciuri | Goluri | Meciuri    | Goluri     | Meciuri     | Goluri      | Meciuri | Goluri | Meciuri | Goluri |
| -------------------- | ------------- | ----------------------- | --------- | --------- | ------- | ------ | ---------- | ---------- | ----------- | ----------- | ------- | ------ | ------- | ------ |
| Jagodina             | 2011–12       | SuperLiga               | 0         | 0         | —       | —      | —          | —          | —           | —           | —       | —      | 0       | 0      |
| Jagodina             | 2012–13       | SuperLiga               | 2         | 0         | 0       | 0      | —          | —          | 0           | 0           | —       | —      | 2       | 0      |
| Jagodina             | 2013–14       | SuperLiga               | 2         | 0         | 0       | 0      | —          | —          | 0           | 0           | —       | —      | 2       | 0      |
| Jagodina             | Total         | Total                   | 4         | 0         | 0       | 0      | —          | —          | 0           | 0           | —       | —      | 4       | 0      |
| Steaua Roșie Belgrad | 2013–14       | SuperLiga               | 1         | 0         | 0       | 0      | —          | —          | 0           | 0           | —       | —      | 1       | 0      |
| Steaua Roșie Belgrad | 2014–15       | SuperLiga               | 28        | 0         | 0       | 0      | —          | —          | —           | —           | —       | —      | 28      | 0      |
| Steaua Roșie Belgrad | 2015–16       | SuperLiga               | 6         | 0         | —       | —      | —          | —          | 2           | 0           | —       | —      | 8       | 0      |
| Steaua Roșie Belgrad | Total         | Total                   | 35        | 0         | 0       | 0      | —          | —          | 2           | 0           | —       | —      | 37      | 0      |
| Maccabi Tel Aviv     | 2015–16       | Prima Ligă a Israelului | 34        | 0         | 3       | 0      | 0          | 0          | 6           | 0           | —       | —      | 43      | 0      |
| Maccabi Tel Aviv     | 2016–17       | Prima Ligă a Israelului | 35        | 0         | 6       | 0      | 2          | 0          | 14          | 0           | —       | —      | 57      | 0      |
| Maccabi Tel Aviv     | 2017–18       | Prima Ligă a Israelului | 36        | 0         | 1       | 0      | 5          | 0          | 14          | 0           | —       | —      | 56      | 0      |
| Maccabi Tel Aviv     | 2018–19       | Prima Ligă a Israelului | 31        | 0         | 0       | 0      | 1          | 0          | 7           | 0           | 1       | 0      | 40      | 0      |
| Maccabi Tel Aviv     | Total         | Total                   | 136       | 0         | 10      | 0      | 8          | 0          | 41          | 0           | 1       | 0      | 196     | 0      |
| Total carieră        | Total carieră | Total carieră           | 175       | 0         | 10      | 0      | 8          | 0          | 43          | 0           | 1       | 0      | 237     | 0      |

1. ↑  Meciuri în UEFA Champions League
2. 1 2 3  meciuri în UEFA Europa League
3. ↑  Meciuri în Supercupă

### Meciuri la națională
Până pe 20 noiembrie 2018
| 2013  | 1  | 0 |
| 2014  | 0  | 0 |
| 2015  | 1  | 0 |
| 2016  | 3  | 0 |
| 2017  | 2  | 0 |
| 2018  | 4  | 0 |
| Total | 11 | 0 |

## Titluri

### Club
Jagodina
- Cupei Serbiei: 2012-2013 [21]

Steaua Roșie Belgrad
- Superliga Serbiei: 2013-2014 [21]

Maccabi Tel Aviv
- Prima Ligă Israeliană: 2018-2019
- Cupa Toto: 2017-2018,[24] 2018-2019

### Internațional
Serbia
- Campionatul European de Fotbal sub 19 ani: 2013[21]
- Campionatul Mondial de Fotbal sub 20: 2015 [21]

### Individual
- Cel mai bun tânăr sportiv din Serbia: 2013
- Echipa Campionatului European sub 19 ani: 2013
- Mănușa de Aur a Campionatului Mondial sub 20 de ani: 2015
- Echipa sezonului în Superliga Serbiei: 2014-2015